# Химн на Канада
„O, Канада“ e националният химн на Канада.
В Канада има 2 официални езика (английски и френски) и поради това съществуват 2 варианта на текста, като не са превод един на друг.
За първи път канадският химн е изпълнен на 24 юни 1880 г. Тогава представява песен на френски език, която се нарича „Песен на нацията“ (Chant National). Оттогава стиховете претърпяват изменения няколко пъти. „Песента на нациите“ е създадена от 2 души от провинция Квебек: Каликс Лавал (музика), Адолф-Базил Руте (текст).
Официално „O Canada“ става химн на Канада на 1 юли 1980 г. За химн е ползван също химнът на Великобритания God Save the Queen.

## Текстът на английски
O Canada!
Our home and native land -
true patriot love
in all thy sons command.
With glowing hearts we see thee rise,
The true north strong and free!
From far and wide,
O Canada, we stand on guard for thee!
God keep our land glorious and free!
O Canada we stand on guard for thee!
O Canada we stand on guard for thee!!

## Текстът на френски
O, Canada!
Terre de nos aieux,
Ton front est ceint de fleurons glorieux.
Car ton bras sait porter l'épée,
Il sait porter la croix.
Ton histoire est une épopée
des plus brillants exploits.
Et ta valeur de foi trempée
protégera nos foyers et nos droits (2)

## Превод на български
О, Канада!
Наш дом и родна страна,
истинска патриотична любов
закон за всички твои синове.
С блестящи сърца ние виждаме как се издигаш.
Истинския север силен и свободен.
Надалече и на широко.
О, Канада ние стоим тебе да пазим.
Бог да пази нашата земя славна и свободна.
О, Канада ние стоим тебе да пазим.
О, Канада ние стоим тебе да пазим.